# Dunajek
Dunajek [pronunciación en polaco: /duˈnajɛk/] (en alemán: Groß Duneyken) es un pueblo ubicado en el distrito administrativo de Gmina Gołdap, dentro del Condado de Gołdap, Voivodato de Varmia y Masuria, en Polonia del norte, cercano a la frontera con el Kaliningrad Oblast de Rusia. Se encuentra aproximadamente a 16 kilómetros al sur de Gołdap y a 123 kilómetros al este de la capital regional Olsztyn.
Su código postal, desde 2004, es PL-19-507.